# Owela
Owela ist ein Mancala-Spiel, das in Namibia gespielt wird und dort unter mehreren Namen bekannt ist.

## Geschichte
Owela ist eine leicht vereinfachte Variante von ǁHusKlicklaut, das erstmals 1855 vom lutherischen Missionar Johann Georg Krönlein (1826–1892) beschrieben wurde. Das Spiel gebe dem Mythos nach die Rolle des ersten Menschen (ǀGurihoeseb) wieder. Dieser gewann so viele Spiele, dass er schließlich die paradiesische Einheit zwischen Natur und Mensch zerstörte. Zudem kann das Spiel auch mit der Bedeutung des Regens in Verbindung gebracht werden, da es oft mit Kupferperlen gespielt wurde und der Gewittersturm (ǂEixaǀkhaǀnabiseb) im selben Mythos erwähnt wird. Kupfer symbolisiert den Blitz.
Das Owela Museum, die kulturgeschichtliche Abteilung des Namibischen Nationalmuseums in Windhoek, ist nach diesem Spiel benannt.

## Regeln

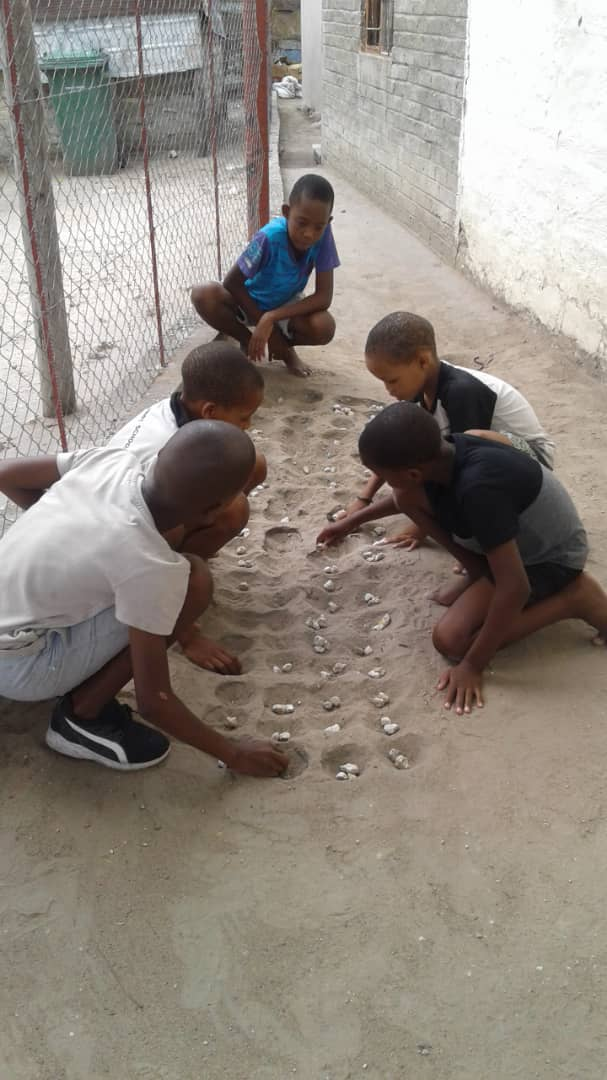
Kinder beim Spiel (2019)

Owela wird von zwei Personen auf einem Brett gespielt, das aus vier Reihen von 8 bis 16 Löchern besteht (jedoch stets eine gerade Zahl). Ursprünglich wurde das Spiel in Löchern gespielt, die in den Boden gegraben wurden. Wenn das Spiel in Mannschaften gespielt wird, werden Bretter mit bis zu 24 (jedoch maximal 32) Löchern pro Reihe verwendet. Jeder Spieler (oder jede Mannschaft) kontrolliert die beiden Reihen auf seiner (oder ihrer) Seite des Spielfeldes.
Zu Beginn enthalten alle Löcher in der äußeren Reihe und die in der rechten Hälfte der inneren Reihe jedes Spielers zwei Steine, bzw. bleibt in der Mitte des Spielbretts ein 2 × 2 Felder großes „Loch“ übrig, das keine Steine von beiden Spielern enthält. Dieser freie Bereich (stets 2 × 2 Felder, unabhängig von der Anzahl der Löcher je Reihe) ist der einzige Unterschied zu ǁHus.
Spielsteine sind meist Kieselsteine oder Samenkörner. Die Startsituation am Beispiel eines Brettes mit vier Reihen zu acht Löchern:
| hier: Beginn mit 22 Steinen |   |   |   |   |   |   |   |
| 2                           | 2 | 2 | 2 | 2 | 2 | 2 | 2 |
| 2                           | 2 | 2 | 0 | 0 | 0 | 0 | 0 |
|                             |   |   |   |   |   |   |   |
| 0                           | 0 | 0 | 0 | 0 | 2 | 2 | 2 |
| 2                           | 2 | 2 | 2 | 2 | 2 | 2 | 2 |
| hier: Beginn mit 22 Steinen |   |   |   |   |   |   |   |

Die Spieler wechseln sich ab, um sich zu bewegen. In seiner Runde nimmt ein Spieler alle Steine aus einem Loch seiner Brettseite, das zwei oder mehr Steine enthält und sät sie gegen den Uhrzeigersinn, einen nach dem anderen, in die folgenden Löcher. Wenn der letzte Stein in ein leeres Loch fällt, endet die Runde, der andere Spieler ist dann an der Reihe. Fällt der letzte Stein in ein besetztes Loch, wird sein Inhalt einschließlich des zuletzt ausgesäten Steins aufgenommen und in einer weiteren Runde verteilt. Befindet sich dieses besetzte Loch jedoch in der inneren Reihe und ist das gegenüberliegende Loch des Gegners besetzt, werden die Steine des Lochs aufgenommen. Die gefangenen Steine werden dann in einer neuen Runde ausgesät, die in dem Loch beginnt, das demjenigen folgt, das die Aufnahme durchgeführt hat.
Wenn ein Spieler sich nicht mehr bewegen kann, das heißt, wenn alle seine Löcher leer sind oder nur Einzelsteine enthalten, hat er das Spiel verloren.